# Angel Karmelitán
Svatý Angel Jeruzalémský, O.Carm. (2. března 1185, Jeruzalém – 5. května 1225, Licata) byl člen řádu Karmelitánů a mučedník.

## Život
Narodil se 2. března 1185 v Jeruzalémě. Pocházel z židovské rodiny, která konvertovala ke křesťanství. Po smrti svých rodičů vstoupil se svým bratrem dvojčetem ke Karmelitánům. Bylo mu osmnáct let. Ovládal hebrejský, latinský a řecký jazyk.
Když mu bylo asi 26 let, byl vysvěcen v Jeruzalémě na kněze, a poté cestoval Palestinou. Byly mu přičítány uzdravující schopnosti. Snažil se zabránit hladu a byl známý pro své zázraky. Ze společnosti ustoupil do poustevny. Byl poustevníkem na Hoře Karmel, dokud nebyl poslán na Sicílii, aby kázal proti herezím Katarů, Bogomilům a Patarům.
Když odešel na Sicílii, vyhledávala jej řada lidí. Snažil se přivést k pokání a změně mravů katarského rytíře Berengaria, který žil v incestu. Berengarius se ale rozzuřil a Angela smrtelně zranil u kostela Ss. Filippo e Giacomo v Licatě. Zemřel po čtyřech dnech po útoku. Byl pohřben ve stejném kostele, kde byl napaden.
Jeho hrob se stal poutním místem. Roku 1456 schválil jeho kult papež Pius II. Jeho ostatky byly přeneseny do kostela S. Maria del Carmine. Ukončení moru v Neapolském království je připisováno k jeho přímluvě.